# Doença de Gumboro
A Doença de Gumboro é uma infecção viral aguda causada por um vírus da família Birnaviridae, que acomete as aves jovens, afeta o tecido linfoide, principalmente a Bursa de Fabricius. Não é uma doença trasmitida para os humanos.
Seu hospedeiro natural é a galinha, mas já foi diagnosticada também em patos, perus e avestruzes jovens. 
As aves podem ser susceptíveis até os 18 meses, porém, as aves jovens são mais susceptíveis, 

## Transmissão
É uma doença altamente contagiosa, a transmissão se da pelas fezes de aves contaminadas e pode ser carreada pelo Alphitobius diaperinus.

## Sinais Clínicos
No início da doença, haverá aumento de volume da Bursa de Fabricius, em torno de 14 dias pós infecção, haverá regressão desta, pela sua degeneração, o que causará imunossupressão na ave acometida, tornando-a susceptível à infecções secundárias. Além disso, pode haver o surgimento de pequenos pontos hemorrágicos na musculatura.

## Considerações finais
Não existe tratamento, portanto, devem ser adotadas medidas de biossegurança e efetuada a vacinação em aves comerciais, buscando a prevenção de um eventual prejuízo que possa ocorrer.